# Jean-Baptiste Everaerts
Jean-Baptiste Pierre Everaerts (Antwerpen, 10 februari 1818 - Mortsel, 10 april 1904) was een Belgisch bankier en politicus voor de Liberale Partij.

## Levensloop
Everaerts was een zoon van de kleermaker Pierre Everaerts en van Anne De Vooght. Hij trouwde achtereenvolgens met Caroline Jacobs en met Jeanne Flemming.
Hij stichtte de Bank Everaerts-Havenith (1846-1874) die in 1874 de Bank Everaerts werd. Hij was ook betrokken bij de Banque des Travaux Publics en de Banque d'Anvers. Hij was tevens wisselagent.
Met Charles Havenith, Gustav Sturm en G. W. Stoltenhoff was hij ook partner in de firma Havenith and Co., 2, Royal Exchange buildings in Londen, een vennootschap die op op 1 mei 1856 in gemeen overleg werd ontbonden, zoals werd gemeld in de London Gazette van 18 mei 1856.
In 1878 werd hij verkozen tot liberaal senator voor het arrondissement Antwerpen en vervulde dit mandaat tot in 1884.